# Cosmeteutică
Cosmeteutica este o nouă ramură a cosmeticii clasice. Termenul definește practic acel tratament inventat de dermatologul, profesorul Albert Kligman. 
Legea europeană 713 definește produsele cosmetice ca fiind “preparate diferite de medicamente” și fără scopuri terapeutice. Astfel a luat naștere cosmeteutica, ca o fuziune între “cosmetic” și “farmaceutic” și este un hibrid lingvistic care descrie produsele care se poziționează la jumătatea distanței dintre cele două categorii.
Noul termen s-a impus deoarece unele produse pot fi, în același timp, atât produse cosmetice cât și medicamente. De exemplu, un șampon, este un produs cosmetic, deoarece este folosit pentru a curăța părul. Dar, un tratament anti-mătreață este un medicament, deoarece este folosit pentru tratarea mătreții. Prin urmare, un șampon anti-mătreață este atât un produs cosmetic cât și un medicament.
În general, este în avantajul financiar al producătorului de produse cosmetice ca produsele sale să nu fie reglementate de FDA ca medicamente, deoarece procesul de revizuire a FDA pentru medicamente poate fi foarte costisitor și poate să nu ducă la un produs comercializabil din punct de vedere legal dacă FDA refuză aprobarea produsului. Cu toate acestea, după cum s-a menționat mai sus, reputația produsului poate fi în mod eronat îmbunătățită dacă consumatorul crede în mod greșit că un "cosmeceutic" este supus acelorași standarde ale FDA ca și un medicament.